# Avianca (Honduras)
Isleña de Inversiones S.A. de C.V., más tarde Avianca Honduras, fue una aerolínea regional hondureña con sede en la ciudad de Tegucigalpa, que operó desde el Aeropuerto Internacional Toncontín y que el 28 de mayo de 2013 fue fusionada con aerolínea colombiana Avianca. Actualmente no tiene flota propia y sus destinos nacionales e internacionales son operados por Avianca El Salvador.

## Historia
La aerolínea fue fundada en la ciudad de La Ceiba por Arturo Alvarado Wood e inició operaciones el 31 de marzo de 1981 en La Ceiba. Comenzó operaciones usando una avioneta Cessna 206 (HR-IAD) haciendo vuelos entre La Ceiba y Roatán y también vuelos chárter por todo el territorio nacional. 
Durante y después del huracán Mitch, Isleña jugó un gran papel en ayuda humanitaria que tanto se necesitaron durante esos difíciles días. Los primeros aviones en aterrizar en La Ceiba con provisiones y ayudas después del paso del Mitch fueron los de Isleña.
Pero no solo en situaciones adversas, como la fue el huracán Mitch, Isleña ha contribuido para ayudar a las personas. Dado a la falta de hospitales y servicios de atención médica en regiones apartadas como la Mosquitia e Islas de la Bahía, los aviones de Isleña han salvado muchas vidas y también dado a luz a otras. 
El gran éxito de Isleña se debió a que siempre se conservó como una empresa familiar, administrada hasta la compra por parte de Avianca por la familia Alvarado. Tras su compra por Avianca, Isleña se unió a la segunda aerolínea más grande y más importante de toda América Latina, haciendo presencia en la gran mayoría de los países del continente americano y del continente europeo. 
Con la pandemia de COVID-19, finalizó en marzo de 2020 sus destinos operados con su propia flota, dos ATR 72. Los destinos desde y hacia Tegucigalpa, San Pedro Sula y Roatán fueron asumidos por Avianca El Salvador.

## Antiguos destinos

Mapa de las antiguas rutas de Avianca Honduras.

| Países    | Destinos            | Aeropuertos                                                     |
| --------- | ------------------- | --------------------------------------------------------------- |
| Guatemala | Ciudad de Guatemala | Aeropuerto Internacional La Aurora                              |
| Honduras  | Guanaja             | Aeropuerto de Guanaja                                           |
| Honduras  | La Ceiba            | Aeropuerto Internacional Golosón                                |
| Honduras  | Roatán              | Aeropuerto Internacional Juan Manuel Gálvez                     |
| Honduras  | San Pedro Sula      | Aeropuerto Internacional Ramón Villeda Morales (HUB secundario) |
| Honduras  | Tegucigalpa         | Aeropuerto Internacional Toncontín (HUB)                        |
| Honduras  | Utila               | Aeropuerto de Utila                                             |

## Flota histórica
| Aeronave                             | Número | Introducido | Retirado | Matrículas | Notas                         |
| ------------------------------------ | ------ | ----------- | -------- | --- | ----------------------------- |
| ATR 42                               | 13     | 1996        | 2013     | HR-IAX (re-reg. HP-004APP y TG-IAX), HR-IAY, HR-ARM, HR-ARN, HR-ARO, HR-ARY, HR-AUX, HR-AVA, HR-AXA, HR-AXH, HR-AXN, TG-AFA y TG-AGA. | Operadas por Isleña           |
| ATR 42                               | 5      | 2013        | 2016     | HR-AUX, HR-AVA, HR-AXA, HR-AXH y HR-AXN                                                                                               | Operadas por Avianca Honduras |
| ATR 72                               | 2      | 2014        | 2020     | HR-AYJ y HR-AYM | Operadas por Avianca Honduras |
| Beechcraft 99                        | 2      | 1992        | 2013     | HR-IAL y HR-IAO | Operadas por Isleña           |
| Beechcraft King Air                  | 3      | 1991        | 2013     | HR-IAG, HR-IAH y HR-IAI | Operadas por Isleña           |
| Boeing 737-200                       | 1      | 1995        | 1996     | N171PL | Operadas por Isleña           |
| De Havilland Canadá DHC-6 Twin Otter | 3      | 1983        | 1990     | HR-ALH, HR-AKN y HR-ALE | Operadas por Isleña           |
| Embraer EMB 110                      | 5      | 1990        | 2013     | HR-IAA, HR-IAB, HR-IAE, HR-IAV y N865AC                                                                                               | Operadas por Isleña           |
| Fairchild-Hiller FH-227              | 1      | 1992        | 1996     | HR-IAU | Operadas por Isleña           |
| Fokker F27                           | 3      | 1992        | 1994     | HR-IAH, HR-IAM y HR-IAN | Operadas por Isleña           |
| Grumman Gulfstream I                 | 1      | 1991        | 1992     | HR-IAJ | Operadas por Isleña           |
| LET L-410 Turbolet                   | 3      | 1991        | 2013     | HR-IBC, HR-IAR y HR-IAS | Operadas por Isleña           |
| Short 360                            | 3      | 1999        | 2009     | HR-ATT, HR-IAP y HR-IAT | Operadas por Isleña           |